# Vergigny
Vergigny település Franciaországban, Yonne megyében. Lakosainak száma 1501 fő (2022. január 1.). Vergigny Saint-Florentin, Rouvray, Chéu, Héry, Ligny-le-Châtel, Mont-Saint-Sulpice és Pontigny községekkel határos.

## Népesség
A település népessége az elmúlt években az alábbi módon változott:
| Lakosok száma | 1565 | 1560 | 1588 | 1549 | 1536 | 1528 | 1519 | 1510 | 1501 |
|               | 2013 | 2015 | 2016 | 2017 | 2018 | 2019 | 2020 | 2021 | 2022 |